# Славна револуција
Славна револуција, такође позната и као револуција из 1688, представљала је свргавање краља Џејмса II од Енглеске (Џејмса VII од Шкотске), од стране савеза енглеских парламентараца са низоземским штатхалтером Вилијамом III Оранским.  Вилијамова успешна инвазија Енглеске са низоземском флотом и војском довело до његовог успона на енглеском престолу као Вилијам III од Енглеске заједно са супругом Мери II од Енглеске.
Политика верске толеранције краља Џејмса II је после 1685. наишла на све већи отпор припадника водећих политичких кругова, који су били узнемирени краљевим католицизмом и његових блиских веза са Француском. Криза са којом се суочавао краљ је стигла до врхунца 1688. рођењем краљевог сина, Џејмса Френсиса Едварда Стјуарта, 10. јуна (по јулијанском календару). Ово је променило постојећу линију наслеђивања измештањем досадашњег предодређеног наследника, његове кћерке Мери, протестанткиње и супруге Вилијама Оранског, са младим Џејмсом као наследником. Успостављање римокатоличке династије у краљевству је сада изгледало вероватно. Неки од најутицајнијих лидера торијеваца су се ујединили са члановима опозиционих виговаца и кренули да реше кризу позивајући Вилијама Оранског у Енглеску, што је штатхалтер, који се плашио англо-француског савеза, наводио као услов за војну интервенцију.
Након консолидације политичке и финансијске подршке, Вилијам је прешао Северно море и Ламанш са великим инвазионом флотом у новембру 1688, искрцавши се у Торбеју. Након само два мања сукоба између две противничке војске у Енглеској и анти-католичких нереда у неколико градова, Џејмсов режим је пропао, углавном због недостатка одлучности који је исказивао краљ. Међутим, ово је изазвало дуги Вилијамитски рат у Ирској и Дандијевим устанком у Шкотској. У географски удаљеним енглеским колонијама у Северној Америци, револуција је довела до колапса Доминиона Нове Енглеске и свргавања владе провинције Мериленд. Након пораза његових снага у бици код Рединга 9. децембра, Џејмс и његова супруга су побегли из Енглеске. Џејмс се, међутим, вратио у Лондон на период од две недеље што је кулминирало његовим коначним одласком у Француску 23. децембра. Под претњом да ће повући своју војску, Вилијам је у фебруару 1689. убедио новоизабрани Конвенциони парламент да њега и његову супругу изаберу за савладаре.
Револуција је трајно окончало било какву наду да се католицизам поново успостави као доминантна вероисповест у Енглеској. За британске католике њени ефекти су били катастрофални и социјално и политички. Католицима су ускраћено право да гласају и седе у Вестминстерском парламенту за више од једног века. Такође им је забрањено да буду официри у војсци, а монарху је забрањено да буде католик или да се венча са католиком. Ова потоња забрана је била на снази у Уједињеном Краљевству све до ступања на снагу Закона о наслеђивању круне из 2013. Револуција је за последицу имала ограничен толеранцију некомформистичких протестаната, иако ће проћи неко време пре него што су добили пуна политичка права. Усаглашено је, углавном међу виговским историчарима, да је збацивање краља Џејмса започело модерну парламентарну демократију у Енглеској. Повеља о правима из 1689. је постао један од најважнијих докумената у политичкој историји Велике Британије и никада више ниједан монарх није имао апсолутну моћ.
На међународном плану, револуција је везана за рат Велике алијансе у континенталној Европи. Она је била последња успешна инвазије Енглеске. Ово је окончало све енглеске покушаје у Англо-холандским ратовима у 17. веку да потчини Низоземску републику војном силом. Међутим, економска интеграција која је уследила и војна сарадња између енглеске и низоземске морнарице је померила превласт у светској трговини од Низоземске републике ка Енглеској и касније Великој Британији.
Израз „Славна револуција“ први пут је употребио Џон Хампден крајем 1689., а израз и даље користи Парламент Уједињеног Краљевства. Славна револуција је такође повремено назива „револуција без крви“, иако је то нетачно. Енглески грађански рат је и даље био у сећању већине главних енглеских учесника догађаја из 1688, и за њих је број жртава, у односу на тај рат (или чак Монмутовог устанка 1685) био занемарљив.

## Позадина
Током своје трогодишње владавине, краљ Џејмс II се директно умешао у политичке борбе у Енглеској између католика и протестаната, као и спор око божанског права краља и политичке моћи Парламента Енглеске. Џејмсов велики политички проблем је био његов католицизам, због чега се отуђио од обе партије у Енглеској. Виговци нису успели између 1679. и 1681. у свом науму за се усвоји Повеља о искључивању, чиме би се спречило да Џејмс наследи престо, док су Џејмсове присталице били англикански торијевци. У Шкотској су његове присталице у Парламенту Шкотске покушали да натерају ковенанте да се одрекну своје вере и прихвате епископалну управу монарха над црквом.
Када је Џејмс наследио енглески престо, 1685, он је имао много подршке у „лојалном парламенту“, који су чинили углавном торијевци. Његов католицизам је био превелика брига, али чињеница да није имао сина и да су његове кћерке биле протестанткиње, је чувало спокој. Џејмсов покушај ублажи казнене законе га је удаљио од својих присталица, пошто су торијевци ово сматрали прекидањем веза Цркве Енглеске и енглеске државе. Оставивши торијевце, Џејмс је покушавао да оснује краљеву странку, као противтежу англиканским торијевцима, па је 1687. Џејмс подржао политику верске толеранције и издао Декларацију о опроштају. Већина Ираца је подржавало Џејмса због овога, као и због његовог обећања да ће Ирски парламент у будућности имати већу самосталност. Удруживши се са католицима, дисидентима и неконформистима, Џејмс се надао да ће направити савез који ће заступати католичку еманципацију.
У мају 1686. Џејмс је одлучио да добије од енглеским судова општег права пресуду коју ће потврдити његово право да буде изузет из закона Парламента. Сменио је судије који се нису слагали са њим о овом питању, као и главног правног заступника Хениџа Финча. Једанаест од дванаест судија је пресудио у корист права о изузимању. Када Хенри Коптон, бискуп Лондона, није забранио Џону Шарпу да проповеда након служења антикатоличке службе, Џејмс је захтевао његову смену.
У априлу 1687. Џејмс је наредио сарадницима оксфордског Магдаленског колеџа да изаберу католика Ентонија Фармера за свог председника. Сарадници колеџа су сматрали да Фармер не испуњава статут колеџа и уместо њега изабрали су Џона Хјуа. Статут колеџа је од њих тражио да попуне упражњено место у одређеном временском року, па нису могли да чекају на неки нови краљевски предлог. Џејмс није хтео да прихвати Хјуов избор за легитиман и наредио је сарадницима колеџа да изаберу бискупа Оксфорда. Џејмс је послао неколико црквених комесара да га поставе за председника. Сарадници колеџа су се сложили да изаберу бискупа Оксфорда за свог председника, али је Џејмс захтевао да признају да су погрешили и да затраже од њега опроштај. Када су они то одбили, већина сарадника је протерана и замењена католицима.
Џејмс је 1687. намеравао да попуни Парламент својим присталицама, који би укинули Пробне законе и казнене законе. Џејмс је био убеђен обраћањем дисидената да има њихову подршку, тако да је могао да се снађе без ослањања на торијевце и англиканце. Џејмс је спровео велику чистку у краљевским институцијама оних који се нису слагали са његовим намерама. У августу је преуређено намесништво, а у септембру је удаљено више од хиљаду чланова градских еснафских удружења. У октобру Џејмс је дао налоге лордовима-намесницима у провинцијама да упуте три стандардна питања свим члановима Комисије за мир: да ли ће пристати на укидање Пробних закона и казнених закона, да ли ће помоћи кандидатима који ће то учинити, и да ли ће прихватити Декларацију о опроштају. У децембру је било најављено да ће сви канцеларије заменика намесника и судија бити ревидиране. Дакле, током прва три месеца 1688, на стотине оних који су на ова три питања дали одречне одговоре су отпуштени. Далекосежније чистке су примењене на градове: у новембру је основан регулациони комитет за вршење чистки. Корпорације су очишћене од стране агената којима су дата широка дискрециона овлашћења у покушају да створи трајну краљевску изборну машину. Коначно, 24. августа 1688. краљ Џејмс расписао опште изборе.
Џејмс је такође створио велику стајаћу војску и поставио католике на важне положаје у њој. Његовим противницима у Парламенту је то изгледало као увод у арбитрарну владавину, па Џејмс распустио Парламент без добијања сагласности Парламента. У овом тренутку, енглески пукови војске су се улогорили у Хаунзлову, у близини главног града. Страховало се да је место логора требало да преплаши град. Војска у Ирској је била очишћена од протестаната, који су били замењени са католицима, и до 1688. Џејмс имао више од 34.000 људи под оружјем у своја три краљевства.
У априлу 1688, Џејмс је поново објавио Декларацију о опроштају и наредио свим свештеницима да је прочитају у својим црквама. Када је кентерберијски надбискуп, Вилијам Санкрофт, и још шест других бискупа (Седам бискупа) писало Џејмсу тражећи од њега да поново размотри своју политику, они су ухапшени на основу оптужби за бунтовну клевете, али су ослобођени на суђењу клицањем гомиле у Лондону.
Ствари су дошле до врхунца у јуну 1688, када је краљ Џејмс добио сина; до тада, престо би отишао његовој кћерки, протестанткињи Мери. Шансе о успостављању католичке династије у Енглеској, Шкотској и Ирској су сада биле вероватне.

## Завера
Мери је била удата за свог рођака Вилијама Оранског. Обоје су били протестанти и унуци Чарлса I. Пре рођења Џејмсовог сина 10. јуна, Вилијам је био трећи у линији наслеђивања. Међутим, постојала је снажна фракција на енглеском двору, на челу са Робертом Спенсером, 2. грофом од Сандерленда, која је предлагала да би Мери и Вилијам, због својих анти-католичких ставова, требало да се замене неким католичким француским престолонаследником.
Вилијам је такође био штатхалтер главних провинција Низоземске републике, тада у уводним фазама придруживању Рату Велике алијансе против Француске, због међународних тензија које је изазвало опозив Нантског едикта од стране Луја XIV и спора око наслеђивања Келна и Палатината. Вилијам је у Европи већ стекао репутацију главног заступника протестантских ставова против католицизма и француског апсолутизма; у развоју енглеског кризе је видео прилику да извођењем војне интервенције усмерене против краља Џејмса спречи англо-француски савез и доведе Енглеску на анти-француску страну. Ово је одговарало жељама неколико енглеских политичара који су желели да свргну краља Џејмса. Још увек није разрешено да ли је иницијатива за заверу потекла од Енглеза или од штатхалтера и његове супруге. Вилијам је покушавао да утиче на енглеску политику више од годину дана, допуштајући Великом пензионарију Гаспару Фагелу да упути отворено писмо енглеском народу у новембру 1687. у ком се жали на верску политику краља Џејмса, што се углавном тумачи као прикривена понуда за краљевање.
Откако је постао краљ однос између Џејмса и његовог синовца и зета се постепено погоршавао. На почетку је Вилијам поздравио обећање о мање профранцуској политици. Послао је 1685. пукове шкотских и енглеских плаћеника из редова своје војске у Енглеску да помогне у гушење на Монмутове побуне. Међутим, убрзо је Џејмсова политика верске толеранције изазвала раст напетости између њих двојице. Вилијам претпоставио да је ово већ први корак ка поновном покатоличавању Енглеске и није могао да схвати како Џејмс намерава да постигне овај циљ, осим ако не закључи тајни савез са Француском. Џејмсово одбијање да ступи у било какву анти-француски савез и његови напори да се реорганизује Краљевска морнарица су још више увећали Вилијамове сумње. Претходних година француска морнарица је енормно порасла по снази и Низоземска република више не би могли да се одупре заједничком англо-француском нападу. Вилијам се плашио да чак ни енглески неутралност не би била довољно и да је контрола над Краљевском морнарицом била предуслов за успешну поморску кампању против Француске.
У новембру 1686. Џејмс је желео да добије Вилијамову подршку за укидање Пробних закона, којом би нанео ударац енглеској опозицији. Квекер Вилијам Пен је послат у Хаг, али Вилијам се супротставио укидању. Вилијамов изасланик Еверхард ван Веде Дејквелт је посетио Енглеску између фебруара и маја 1687., са налогом да убеди краља Џејмса да помогне у задржавању француске агресије. Вилијам такође наложио Дајквелту да се зна да ће он подржати Цркву Енглеске и да он није презбетаријанац и да убеди дисиденте не подржавају Џејмса и да увери умерене католике. Након Џејмсовог уверавања да су све гласине о савезу са Француском злонамерне измишљотине, Дајквелт се вратио у Низоземску, са писмима различитог значаја пд водећих енглеских државника. Џејмс је поново покушао да добије Вилијамову подршку, али је Вилијам одговорио саветујући Џејмса да се држи закона, и да не покушава да прошири прерогативе својих овлашћења. У августу 1687. гроф Вилијам Насау од Зујлештајна је послат у Енглеску, наводно да изрази саучешће због смрти краљичине мајке. Зујлештајн је послат делом да виде колико би био успешан, или покоран, парламент попуњен Џејмсовим присталицама, и имао разговоре са енглеским државницима, чија је писма Зујлештајн слао назад Вилијаму.
Преписка између Вилијама и енглеских политичара је у почетку била слата обичном поштом на праве адресе у земљи и затим дистрибуирана. Коришћени су различите технике сакривања, као што је завршавање постскриптума са „итд“, што је значило да је папир заправо написан белим или невидљивим мастилом. Међутим, како се завера приближавала комплетирању 1688, енглеска влада је понекад реметила ову преписку заустављајући цео систем испоруке поште. Још један начин је коришћен за одржавање ове тајне преписке: писма су слата трговачким бродовима између Лондона и Амстердама или Ротердама, писмима која би се убацивала на брод после проласка Грејвсенда, јер је то било место последњег царињења. Такође, понекад су коришћени курири у ту сврху и све низоземске дипломате које су путовале између две земље су носиле преписку. Непосредно пре инвазије, када је брза и тајна испорука била од суштинског значаја, брзе јахте и мала пловила су коришћена за посебне курирске службе. Енглеска влада је пресрела веома мали број ових средстава комуникације.
Сугерисано је да је криза изазвана могућношћу новог католичког наследника приморала Вилијама да се одлучи да нападне следећег гоне најраније 1687., али је ово оспорено. Међутим, извесно је да је у априлу 1688, када су Француска и Енглеска закључиле поморску споразум који је предвиђао да ће Французи плаћати енглески ескадрон у Ламаншу, што је изгледало као почетак званичног савеза, Вилијам озбиљно почео да се припрема за војну интервенцију и да тражи политичку и финансијску помоћ за такав подухват.

### Вилијам тражи енглеску приврженост
Вилијам је током неколико месеци пажљиво инвазију, коју се надао да ће извршити у септембру 1688. Вилијам не би напао Енглеску без гаранције о енглеској подршци, па је у априлу затражио званичан позив који би начинила група водећих енглеских државника. Гилберт Бернет је крајем априла забележио разговор између Вилијама и адмирала Едварда Расела:
Тако је Расел почео да објашњава принцу шта је намеравао да уради. Принц је одговорио да, ако буде позван од стране неких људи у најбољем интересу, и највише поштованих у народу, који би требало да и своје име као и у име других који им верују, да га позову да дође и спасе нацију и религију, верује да би могао да буде спреман да дође до краја септембра.— Гилберт Бернет
У мају Расел је рекао Вилијаму да енглеска опозиција краљу Џејмсу неће више чекати на помоћ и да ће они устати против Џејмса у сваком случају. Вилијам се уплашио да ако сада не буде на челу завере, Енглеска би постала република, још више непријатељски настројена према холандској држави. Вилијам је у јуну послао грофа Зујлештајна у Енглеску, наводно да честита Џејмсу на рођењу принца од Велса, али у стварности да разговара са Вилијамовим сарадницима.
Тек након рођења принца од Велса у јуну - за кога су многи сматрали да је био подметнут - Бесмртна седморица (која су се састојала од једног бискупа и шест племића) је одлучила да изврше Вилијамов захтев, и упутила писмо Вилијаму датирано на 18. јун (по јулијанском календару), које је стигло у Хаг преко контраадмирала Артура Херберта, маскираног у обичног морнара. Седморицу бесмртних чинили су: лорд Шрузбери, лорд Девоншир, лорд Данби, лорд Ламли, Хенри Комптон, Едвард Расел и Хенри Сидни. У позиву је писало:
Имамо много разлога да верујемо, да ћемо сваки дан бити у горем положају него што јесмо, и мање способни да се бранимо, и исказујемо искрену жељу да бисмо могли бити тако срећан да пронађемо лек пре него што буде сувише касно за нас да допринесемо нашем избављењу ... људи су толико генерално незадовољни са садашњим понашањем владе, у погледу њихове религије, слободе и имовине (које су све великој мери угрожене), а они очекују да њихова перспектива будем сваким даном све гора, тако да Ваша висости може бити уверена, да постоји деветнаест од двадесет људи широм краљевства, који су жељни промена; и који би, верујемо, радо допринели томе, ако би имали такву заштиту да подржава њихов устанак, јер би их то спасило од уништења— Позив од Седморице бесмртних

### Војна и финансијска подршка
За Вилијама је енглеским проблем био нераскидиво повезан са ситуацијом у Немачкој. Вилијам је могао да се нада да интервенише у Енглеској без француског мешања само ако би пажња Луја XIV била усмерена на исток. Због тога је од кључног значаја било да Аустрија настави да се супротстави француским захтевима за Келн и Палантинат. Вилијам је у мају у Беч послао изасланика, Јохана фон Герца, државног секретара Хесен-Касела, да у тајности осигура подршку Леополда I, цара Светог римског царства. Утврдивши да је Вилијам обећао да неће прогонити католике у Енглеској, цар је одобрио експедицију, обећавши да ће покушати да склопи мир са Османским царством како би ослободио своју војску за рат на западу. Цар је 4. септембра 1688. приступио савезу са Низоземском републиком против Француске. Војвода од Хановера Ернст Август и изборник Саксоније Јохан Георг III су уверавали Вилијама да ће остати неутрални, мада се плашило да ће приступити француској страни.
Следећи проблем је био да се прикупи снажна инвазиона војска – насупрот жељама енглеских завереника, који су предвидели да ће симболична војска бити довољна. За ово је Вилијаму било потребна финансијска подршка Амстердама, тада најважнијег светског финансијског центра. Претходних година Амстердам је био снажно профранцуски оријентисан, због чега је често приморавао Вилијама да ублажи своју политику, али је рат тарифама који је Луј XIV од 1687. водио против Низоземске републике, и француска ограничења на увоз харинге, главног извозног производа Низоземске републике, разбеснело богате трговце. Ипак, након тајних и тешких преговора Бентвика са неодлучним амстердамским бургомајстерима током јуна, 260 транспортних бродова је могло бити унајмљено. Поред тога, градским оцима се није свидела могућност да лише своју домовину одбрану слањем преко мора војске која је бројала отприлике половину укупног мирнодопског броја Војске холандских држава, што је износило око 30.000 војника. Бентик, који је већ у мају био послат у Бранденбург да регрутује војску, али без много успеха, је 20. јула (по грегоријанском календару) склопио уговоре са 13.616 немачких плаћеника из Бранденбурга, Виртемберга, Хесен-Каслеа и Целеа да запоседну холандске пограничне тврђаве како би ослободио једнак број холандских елитиних плаћеничких одреда за коришћење у Енглеској. Како би Холанђани обично удвостручили или утростручили своју војску у доба рата, број унајмљених војника је био довољно мали да се објасни само као ограничена мера предострожности против француског напада. Убрзо је маршал Фредерик Шомберг добио упутства од Вилијама да се припреми за поход на западу.
Још финансијске помоћи је дошло са најнеочекиванијих страна; јеврејски банкар Франциско Лопез Суасо је дао 2 милиона гилдера. Када је упитан какве гаранције жели, Суасо је изјавио: „ако победите, сигурно ћете ми вратити, ако не, губитак је мој“. Укупни трошкови су били седам милиона гилдера, од којих би четири милиона било плаћено државним позајмицама. У лето је холандска морнарица увећана на 9000 морнара под изговором да се боре против Денкеркшких гусара. Стандардна летња опрема 20 ратних бродова је у тајности удвостручена. Одлучено је 13. јула (грегоријански календар) да се сагради 21 нови ратни брод.

### Доношење коначне одлуке
Упркос свим овим припремама, Вилијам је имао велики проблем да убеди регенте, класу градских и провинцијских поглавара, да је таква скупа експедиција заиста потребна. Такође се плашио да ће Француска преко Фландрије напасти Низоземску републику, док је његова војска везана у Енглеској. Један од Седморице бесмртних, лорд Денби, је предложио одлагање инвазије до следеће године. До почетка септембра, Вилијам је био на ивици да откаже целу експедицију када је сазнао за француске намере.
У Немачкој су се ствари закомпликовале. Папа је одбио да потврди Лујевог главног кандидата за бискупа Келна, Вилхелма Егона од Фирстенберга. Бесан, француски краљ је одлучио изведе брзи препад у Немачку пре него што цар Леополд може да премести своју војску на запад. Луј XIV се такође надао да овим може да задржи у рату свог турског савезника. У блиској будућности Џејмс је морао да чува сопствену будућност, за шта је Луј очекивао да буде сасвим способан, посебно ако су Холанђани застрашени. Француски изасланик Жан Антоан де Месме, гроф од Овоа, је предао Сталешкој скупштини два писма од француског краља, који је од маја знао за планове инвазије. У првом писму их је упозорио да не нападају Џејмса. У другом их је саветовао да се не мешају у фрацуску политику у Немачкој. Џејмс се брзо дистанцирао од првог писма, покушавајући да убеди Сталешку скупштину да не постоји тајни англо-француски савез против њих. Међутим, ово је имало сасвим супротан учинак; многи чланови скупштине савеза су постали изузетно сумњичави. Друго писмо је доказало да су главни француски напори усмерени на исток, а не на север, па тако није постојала непосредна опасност од француског напада на Низоземску републику.
Од 22. септембра Луј је конфисковао све холандске бродове укотвљене у француским лукама, што је бројало око стотину пловила, привидно показујући да је рат са Француском неизбежан, мада је Луј желео да ово буде само упозорење. Утицајно градско веће Амстердама је 26. септембра одлучило да званично подржи инвазију. Луј је 27. септембра прешо преко Рајне у Немачку и напао Филипсбург, а Вилијам је кренуо да премешта холандску војску са источних граница ка обали, иако већина нових плаћеника још увек није дошла.
Сталежи Холандије , влада најважнији низоземске провинције, у страху од француско-енглеског савеза, окупили су се 29. септембра у тајној седници и одобрили операцију, сагласивши се да енглески " краљ и народ треба да живе у добрим односима, а у корист својим пријатељима и савезницима, а посебно овој држави ". Прихватили су Вилијамов аргумент да је превентивни удар неопходан да би се избегло понављање догађаја из 1672, када су Енглеска и Француска су заједно напале Низоземску републику , „у покушај да доведу ову државу у стање крајње пропасти и потчињавања, чим им се укаже прилика ". Вилијам је негирао било какву намеру „да уклони краља са трона или постане господар Енглеске ".
Сталежи су наредили холандској флоти од 53 ратних бродова да прати превоз трупа. Овој флоти је у ствари командовао адмирал-лајтнант Корнелије Евертсен млађи на броду Кортген и вицеадмирал Филипс ван Алмонд на Провинција Утрехт , али због енглеске осетљивости постављена је 6. октобра, под номиналну команду контраадмирала Херберта, који за ту прилику постављен је генерал-лајтант адмирала, односно заменика врховног команданта низоземске морнарице. Он је пловио на Лајдену, у пратњи адмирал-лајтнанта Виљема Бастијаеца Схеперса, ротердамског бродарског магната који је организовао транспортну флоту. Иако сам био Вилијам био генерални адмирал Републике, он се, као и по обичају, уздржавао од оперативне команде, пловећи упадљиво на новој фрегати Ден Брил. Скупштина сталежа је дозволио да учествују главни пукови низоземске војске командом маршал Шомберга. Упркос томе што су помагале редовна низоземска војска и флота, његов покушај да промени ситуацију у Енглеској , као што је Скупштина сталежа нагласила, је званично био Вилијамова приватна породична ствар и да он само делује у својству забринутог братанца и Џејмсовог зета, а не у интересу Низоземске републике.

## Инвазија

### Укрцавање војске и декларација из Хага
Холандске припреме, иако спроведене великом брзином, нису могле да остану тајна. Енглески изасланик Игњатије Вајт, маркиз д' Албевиле, упозорио своју земљу: „планирано је потпуно освајање под привидним и уобичајеним изговором религије, слободе, имовине и слободне Парламента“. Луј XVI је запретио Холанђанима непосредном објавом рата, ако спроведу своје планове. Укрцавања су почела 22. септембра (по грегоријанском календару) и завршена су 8. октобра, а експедицију су тог дана отворено одобрили Сталежи Холандије. Истог дана Џејмс је издао проглас енглеској нацији да би требало да се припреми за холандску инвазију и одбрану од освајања. 10. октобра Вилијам је објавио Декларацију из Хага (коју је заправо написао Фагел), а 60.000 примерака енглеског превода који је урадио Гилберт Бернет су дељени након искрцавања у Енглеској. У њој је Вилијам уверавао да је његов једини циљ да се одржи протестанство, успостави слободан парламент и испита законитост принца од Велса. Он би поштовао положај краља Џејмса.
Вилијам је наставио да осуђује Џејмсове саветнике за обарање религије, законе и слободе Енглеске, Шкотске и Ирске; успостављање „очигледно незаконите“ комисије за црквена питања и њену употребу да суспендује бискупа Лондона и да уклони сараднике Магдаленског колеџа у Оксфорду. Вилијам је осудио Џејмсов покушај да укине Пробне законе и кривичне законе кроз притисак на појединце и дирајући парламентарне изборне јединице, као и његове чистке у судству. Џејмсов покушај да се попуни Парламент је био опасности да се уклони „последњи и велики лек за сва она зла“.
Вилијам је 14. октобра одговорио на Џејмсове оптужбе у другој декларацији, у којој је негира било какву намеру да постане краљ или да освоји Енглеску. Да ли ју је заиста имао у том тренутку још увек је предмет контроверзи.
Брзина укрцавања изненадила је све стране посматраче. Луј је у ствари одлагао своје претње против Холанђана до почетка септембра, јер је претпоставио да би тада у сваком случају било прекасно за покретање експедиције, ако би се њихова реакција показала негативном; обично би такав подухват потрајао најмање неколико месеци. Бити спреман након последње недеље септембра/прве недеље октобра би значило да би Холанђани могли искористити последњи период лепог времена, пошто су јесење олује почињале у трећој недељи тог месеца. Ове године су међутим дошле раније. Три недеље инвазиона флота је била спречена јаким југозападним ветром да исплови из луке Хелевутслојс и католици широм Низоземске и Британског краљевства су се молили да овај „папски ветар“ потраје. Међутим, 24. октобра дувањем са истока он је постао познат као „Протестантски ветар“.

### Енглеска поморска стратегија
Џејмс тек крајем августа озбиљно почео да разматра могућност холандског инвазије, а затим је преценио величину поморске флоте коју ће Холанђане повести против њега. Претпоставио је да ће они опремити своју пуну ратну флоту, којој он из финансијских разлога не би могао да парира; у октобру је сакупио тридесет енглеских линијских бродова, све трећег или четвртог ранга, док су тежи бродови остали у лукама. Плашећи се изненадног напада, одбио је да позиционира ову флоту у Даунсу, најповољнијем положају за нападе у јужном Северном мору или Ламаншу, али такође и најрањивијем. Када је адмирал Џорџ Лиџ, 1. барон Дартмут одлучио да позиционира своју флоту код Ганфлита у Медвеју, на прилично повученој локацији, Џејмс је предложио да се постави флоту ближе пучини, иако је добро разумео да иначе ризикује да буде затворен у естуару Темзе истим источним ветром који ће омогућити Холанђанима да доплове. Ово је био под утицајем свог веровања да ће Холанђани могли исто тако напасти и Француску и да ће прво ту тражити поморску победу пре него што се усуде да нападну њега, и да би отуда било корисно да одбије да се бори. Заиста је првобитна холандска намера била да прво поразе енглеску флоту и да ослободе пут за транспортне бродове - мада ни они нису повели ниједан тежи броде како би смањили трошкове инвазије - али пошто је било толико касна јесен и да су се услови на мору брзо погоршавали, одлучили су да плове у конвоју и, ако је могуће, да избегавају борбу.

### Прелазак и искрцавање
Вилијам се 26. октобра укрцао свој брод, Ден Брил. Истакнуо је своју стандарду, која је приказивала грб Насауа укрштен са грбом Енглеске. Речи Pro Religione et Libertate ("За слободу и [протестантску] веру"), слоган Вилијамовог претка Виљема Ћутљивог док је предводио Низоземску револуцију против католичке Шпаније, приказани су поред мота династије Орање Je maintiendrai ("Одржаваћу") Вилијамова флота, са око 40.000 људи на бродовима била је отприлике два пута већа од Шпанске армаде и скупљена је за десетину времена, састојала се од 463 брода, међу којима 49 ратних бродова са више од двадесет топова (осам се могло рачунати као линијски бродови трећег ранга са 60-68 топа, девет су биле фрегате), 28 галиота, девет брандера, 76 флута да преносе војнике, 120 малих транспортних бродова за превоз 5.000 коња, око седамдесет бродова за снабдевања и шездесет рибарских бродова који су послужили као чамци за искрцавање. Већину ратних бродова је обезбедио Адмиралитет Амстердама. Вилијамова флота је 29. октобра испловила из од Хелевутслојса и отприлике на пола пута између Холандије и Енглеске ветар је променио смер на северозапад и раштркао флоту, па се Брил вратио у Хелевутслојс 31. октобра. Упркос морској болести, Вилијам је одбио да оде на копно, и флота се поново прикупила, изгубивши само један број који се насукао, мада је око хиљаду осакаћених коња било бачено у море. Пуштене су гласине у којима је намерно преувеличана штета и тврдило се да ће поход бити одложен до пролећа. Енглеска поморска команда је сада разматрала да покуша блокаду Хелевутслојса, али се одлучила против тога, јер је страховала да би енглески флота била заглављена на холандској обали по олујном ветру.
Искоришћавајући то што се ветар поново окренуо ка истоку, снабдеване и поново опремљена новим коњима, инвазиона флота је поново испловила 11. новембра и отпловила на север у правцу Харича где је Бентинк имао припремљено место за искрцавање. Он је, међутим, променио курс на југ када се ветар окренуо више ка северу. Неки сматрају да је почетна пловидба на север била варка и заиста је Џејмс преусмерио део својих снага у том правцу. Тако су два пута на прошли на видику енглеске флоте, која није могла да је пресретне због ветра и неповољне плиме. Инвазија флота је 13. септембра ушла у Ламанш кроз Доверски теснац у огромној формацији у облику квадрата, са 25 редова, док су лева и десна страна формације истовремено салутирале Доверу и Калеу да би показали величину флоте. Војници су се постројили на палуби, опалили плотун из мускета, са свим истакнутим заставама и музику војничких оркестара. Пол де Рапин, који је био на једном од бродова, описао је пловидби као највеличанственије спектакл који је икада виђен људским очима. Вилијам је намеравао да се искрца код Торбеја, али је због магле флота грешком прошла поред њега. Ветар није омогућавао повратак, а Плимут је био неодговарајући, јер је у њему био гарнизон. Ипак ветар се окренуо и магла се подигла, што је флоти омогућило да уплови у Торбеј, близу Брикхама у Девону. Енглеска флота под командом лорда Дартмута била је захваљујући истом времену присиљена да се склони у портсмутској луци.
Вилијам довео преко 11.212 коњаника и пешадинаца. Број Вилијамових коњаника и драгуна износио је 3.660. Са собом је водио 21 24-фунтна топа. Укључујући и одреде за снабдевање његова војска је бројала око 15.000 људи, у поређењу са укупном Џејмсовом војском од око 30.000 војника. Он је такође донео 20.000 комада оружја да опреми своје енглеске присталице. Холандска војска је била састављена углавном страних плаћеника; било је холандских, шкотских, енглеских, немачких, швајцарских и шведских пукова, па чак и Лапонаца, као и "200 црнаца доведених из холандских плантажа у Америци“, тј. из Суринама. Многи паћеници су били католици. Вилијам је са собом водио своју личну гарду, Холандску плаву гарду. Као одговор на претњу, Џејмс је основао нових пет пешадијских пукова и пет пукова коњице, а такође је и довео шкотске и ирске војнике. Луј XVI је послао Џејмсу 300.000 златника.
Француски флота је остала у то време сконцентрисана у Средоземном мору, да помогне могући напад на Папску државу. Луј је одлагао своју објаву рата до 26. новембра у нади да ће холандско учешће у дуготрајном енглеском грађанском рату спречити Холанђане да ометају његов поход у Немачкој. Истог дана други Леџов покушај нападне флоту која се искрцавала поново није успео због југозападног ветра.

### Вилијам учвршћује свој положај
Вилијам је 19. новембра заузео Ексетер након што су магистрати побегли из града. У град је ушао на белом коњу, док је две стотина црнаца образовало почасну гарду, обучену у бело, са турбанима и перима. На југу је подршка од локалног аристократије било разочаравајућа, али су од 22. новембра многи племићи на северу почели да се изјашњавају за Вилијама, као што су обећали, често јавно читајући Декларацију. Ипак, у првим недељама већина је пажљиво избегавала да заузме страну; тако цела држава није стала иза свог краља, нити је поздрављала Вилијама, већ је пасивно ишчекивала исход догађаја. Уопштено, расположење је била конфузија, обострано неповерење и депресија.

## Колапс Џејмсовог режима
Џејмс је одбио француску понуду да пошаљу експедициону војску, плашећи се да ће га то коштати домаће подршке. Покушао је да правећи уступке доведе торијевце на своју страну, али није успео јер је и даље одбијао да подржи Пробне законе. Претходница његове војске се прикупила у Солсберију, и Џејмс им се придружио 19. новембра са својом главнином, имајући у том тренутку укупну снагу од око 19.000 војника. Услед анти-католичких нереда у Лондону, брзо је постало јасно да ти војници нису жељни да се боре, и да је верност многих Џејмсових команданата била сумњива; Џејмс је био обавештен о завери у војсци још почеком септембра, али из непознатих разлога је одбио да ухапси умешане официре. Међутим, неки су тврдили да је Џејмс био мало више одлучнији, војска би се борила.
Прво проливање крви се догодило у ово време у чарки код Винкатона у Самерсету, где су се ројалистичке снаге повукле након што су поразили мали извиђачки одред; укупан број мртвих на обе стране је био око петнаест. У Солсберију је забринути Џејс, након што је чуо да су неки официри дезертирали, међу њима и Едвард Хајд. 3. гроф од Кларендоналорд Корнбери, био савладан озбиљним цурењем крви из носа, што је он протумачио као лоше предсказање које му је говорило да би требало да повуче своју војску. Исто је 23. новембра предложио врховни командант војске, Луис де Дурас, 2. гроф од Феверсхамаелр од Феверсхама. Следећег дана је лорд Черчил, један од главних Џејмсових команданата, дезертирао на Вилијамову страну. Џејмсова кћерка принцеза Ана, која је сумњала у веродостојност свог новог полубрата, и била под великим утицајем Черчилове супруге Саре, урадила исто. Обоје су били велики губици. Џејмс се вратио у Лондон истог дана.
У међувремену, Плимут се 18. новембра предао Вилијаму, а 21. новембра Вилијам је кренуо у напад. До 24. новембра Вилијамове снаге су били у Шерборну, а 1. децембра у Хидону. Вилијам је 4. децембра био у Ејмсберију и дочекан од градоначелника Солсберија. Три дана касније је стигао до Хангерфорда, где се следећег дана срео са краљевим изасланицима ради преговора. Џејмс је понудио слободне изборе и општу амнестију за побуњенике. У стварности је Џејмс само куповао време, пошто је већ одлучио да напусти земљу. Плашио се да ће његови енглески непријатељи инсистирати на његовом погубљењу и да ће Вилијам услишити њихове захтеве. Уверен да је његова војска непоуздана, наредио је да се распусти. Две војске су 9. децембра имале други окршај у бици код Рединга, у којој су краљеве снаге поражене.
У децембру су се догодили антикатолички нереди у Бристолу, Бери Сент Едмундсу, Херефорду, Јорку, Кембриџу и Шропширу. Протестантска руља је 9. децембра напала Доверски замак, где је католик сер Едвард Хејлс био гувернер, и заузели га. Вилијам се 8. децембра срео са Џејмсовим изасланицима. Прихватио је Џејмсове захтеве, али је такође затражио да сви католици буду одмах смењени са државних функција и да Енглеска плати холандске војне трошкове. Међутим, није добио одговор.

## Јакобитски устанци
Џејмс је нашао подршку на ободима своја три краљевства - католичкој Ирској и Шкотском побрђу. Џејмсове присталице, познате под именом јакобити, су били спремни да се силом одупру ономе што су сматрали за незаконити државни удар. Прва јакобитска побуна, устанак у Џејмсову подршку у Шкотској, десио се 1689. Предводио га је Џон Грејам, 1. виконт од Дандија, који је прикупио војску међу горштачким клановима. У Ирској је Ричард Талбот, 1. гроф од Тајрконела предводио локалне католике, које су претходни енглески владари дискриминисали, у походу на сва утврђења у краљевству осим Дерија и држали су краљевство у Џејмсово име. Сам Џејмс се искрцао у Ирску са 6.000 француских војника у Вилијамитском рату у Ирској. Рат је трајао од 1689. до 1691. Џејмс је побегао из Ирске након свог пораза на Бојну 1690, али јакобитски отпор није угушен све до битке код Охрима, када је половина њихове војске убијена или пала у заробљеништво. Ирски јакобити су се предали по условима мира из Ломерика од 3. октобра 1691. Енглеска је остала релативно мирна, мада су се неки енглески јакобити борили на Џејмсовој страни у Ирској. Упркос јакобитској победи у бици код Киликранкија, устанак у Шкотском побрђу је умирен након смрти његовог вође виконта од Дандија и вилијамиских победа код Данкелда и Кромдејла, као и Гленкошког масакра почетком 1692. Многи, нарочито у Ирској и Шкотској, су наставили да сматрају Стјуарте легитимним владарима Три краљевства, а даљи јакобитски устанци у Шкотској су избили 1715, 1719. и 1745.

## Последице
Славна револуција се сматра једним од најзначајнијих догађаја у дугом развоју односа моћи Парламента и Круне у Енглеској. Са усвајањем Повеље о правима, револуција је уклонила све шансе за успостављање католичке монархије и окончала све кораке према апсолутној монархији у британским краљевима прописујући монархова овлашћења. Ова овлашћења су били значајно ограничена; краљ или краљица више нису могли да суспендују законе, намећу законе, врше краљевска постављења или држе стајаћу војску у мирнодопско време без одлуке Парламента - до данашњих дана војска је позната као „Британска војска“, а не „Краљевска војска“, пошто је у она у неком смислу војска Парламента, а не Краља. (Ово је ипак сложено питање пошто је Круна опстала извор извршног ауторитета у Британској армији, са правним импликација за незаконита наређења). Од 1689, владавина под системом уставне монархије у Енглеској, а касније у Уједињеном Краљевству је непрекинута. Од тада је моћ парламента постепено проширивана, док је моћ Круне постепено опадала. За разлику од Енглеског грађанског рата из средине 17. века, Славна револуција није погодила масе обичних људи у Енглеској (већина борби се догодила у Ирској. Због тога многи историчари да догађаји у Енглеској више подсећају на државни удар него на револуцију. Ово тумачење не противречи оним што је првобитно подразумевано под револуцијом: повратак старог система, а не наметање новог.
Пре свог доласка у Енглеску, нови краљ Вилијам III није био англиканац, већ члан Холандске реформистичке цркве. Због тога, као калвиниста и пресбитеријанац, он је сада био у незавидном положају као поглавар Цркве Енглеске, док је технички био неконформиста. Међутим, оо није био мотив за промовисање верске толеранције. Важније је била потреба да задовољи своје католичке савезнике у надилазећој борби против Луја XIV. Иако је обећао правну толеранцију за католике у својој декларацији из октобра 1688, на крају није успео у томе, због противљења торијеваца у новом парламенту. Револуција је довела до Акта о толеранцији, којом је гарантована толеранција за неконформистичке протестанте, али не и за католике. Католичка еманципација ће бити одложена 140 година.
Вилијамитски рат у Ирској се може сматрати узроком каснијих сукоба, укључујући и сукоб у Северној Ирској у скорашње време. Вилијамитску победу у Ирској још увек обележавају оранжисти са циљем да очувају британску и протестантску доминацију у држави.
У Северној Америци Славна револуција је изазвала Бостонску побуну у којој је добро организована руља провинцијске милиције и грађана успешно збацила омрзнутог гувернера Едмунда Андроса, што се сматрало преседаном за Амерички рат за независност у следећем веку. У Њујорку је Лајслерова побуна натерала колонијалног управника Френсиса Николсона да побегне у Енглеску. У трећем догађају, мерилендска Протестантска револуција је била усмерена против власничке владе, за коју се веровало да у њој доминирају католици.